# Kalimulya
Kalimulya is een bestuurslaag in het regentschap Depok van de provincie West-Java, Indonesië. Kalimulya telt 12.673 inwoners (volkstelling 2010).